# Collège Clisthène
Le collège Clisthène est un collège expérimental public français situé à Bordeaux, dans le quartier du Grand Parc. Il a ouvert ses portes en 2002 à la suite de la validation de son projet par le Conseil national de l'innovation pour la réussite scolaire en 2001. L’établissement accueille des élèves issus de la carte scolaire, sans sélection, dans une logique d’inclusion et de mixité.
Clisthène est connu pour son organisation pédagogique originale et sa volonté de repenser le fonctionnement du collège dans sa globalité. Il a fait l’objet de nombreux reportages et publications, notamment le livre Un plaisir de collège du journaliste Luc Cédelle (Éditions du Seuil, 2008), et a été présenté par Béatrice Schönberg dans l’émission « Les 100 Français qui font bouger l’école » diffusée sur France 2 la même année. Il est régulièrement cité dans la presse comme une alternative au collège traditionnel,.

## Historique et inspirations
Le collège a été fondé par Jean-François Boulagnon et Géraldine Rabier, avec toute une équipe d'enseignants motivés. Le projet s’appuie sur des recherches en sciences de l'éducation, neurosciences et sciences sociales, notamment les travaux d’Antonio Damasio, Edgar Morin, Paul Ricœur ou Philippe Meirieu. Il s’inspire également des pratiques observées dans d'autres pays, comme le système éducatif finlandais.
L’expérimentation adoptée à Clisthène est globale : elle concerne l’établissement dans son ensemble, aussi bien sur le plan pédagogique et éducatif que sur son organisation. Elle vise à repenser les formes scolaires classiques pour répondre avant tout aux besoins des élèves.

## Objectifs et finalités
Dès sa création, Clisthène a eu pour ambition de proposer une autre forme de collège : « plus juste, plus efficace, plus démocratique, ouvert à toutes et tous, avec des moyens constants et des élèves ordinaires », selon les termes du sociologue François Dubet lors de l’ouverture en 2002.
Trois grandes finalités structurent le projet :
- Susciter la motivation des élèves et leur réussite par une pédagogie diversifiée et active, dans une logique de lutte contre le décrochage scolaire ;
- Prévenir la violence scolaire en s’appuyant sur la construction d’un climat scolaire apaisé et coopératif ;
- Développer l’apprentissage de la démocratie scolaire par des dispositifs de responsabilisation, d’apprentissage par les pairs et d’engagement collectif.

Ces objectifs se traduisent par une organisation du temps, des espaces et des relations scolaires conçue pour favoriser l’autonomie, la coopération, la confiance et la réflexivité.

## Tutorat et mixité des âges
Le collège Clisthène a fait le choix de développer des dispositifs de tutorat et de travail entre élèves de niveaux différents.
Les élèves sont regroupés au sein de groupes de tutorat (GT), constitués d’environ treize à quatorze élèves de la 6e à la 3e, accompagnés par une personne adulte référente. Ces groupes, qui ne remplacent pas les classes, sont fixes toute l'année. Ils se réunissent trois fois par semaine pour deux temps d’aide au travail les lundis et jeudis et un temps de parole le vendredi.
La mixité d’âges favorise l’apprentissage par les pairs et la transmission informelle des savoirs, dans une logique de responsabilisation progressive. Les élèves les plus âgés peuvent animer les temps de discussion ou guider les plus jeunes lors d’activités interdisciplinaires, comme la réalisation de projets communs durant les semaines interdisciplinaires.
Selon un article des Cahiers pédagogiques, cette hétérogénéité des groupes contribue à créer un climat propice à l’entraide, à la coopération et à l’épanouissement des élèves. Le tutorat multi-âges est également vu comme un levier de motivation pour certains élèves en difficulté, qui retrouvent un rôle valorisant en accompagnant leurs pairs.

## Organisation du temps scolaire ou pédagogique
Clisthène met en application le principe des trois tiers-temps :
- 1/3 temps disciplinaires le matin : emploi du temps souple, pédagogie active et différenciée ; un travail sur les compétences et le socle commun ;
- 1/3 temps interdisciplinaire composé d'une ½ journée dans la semaine et de quatre semaines interdisciplinaires (SID) dans l’année ;
- 1/3 temps d’ateliers artistiques, technologiques, sportifs ou sociaux l’après-midi (2 h) pour donner du temps aux matières sacrifiées au collège, initier à la découverte de la voie professionnelle, initier à des matières non enseignées comme telles au collège (éducation aux médias par exemple).

L'organisation permet la différenciation pédagogique pour chaque élève. En effet le professeur est amené à varier les modalités d'apprentissage : travail personnel, petit groupe, points méthodologiques, place plus grande aux questions et à l'oral, conseil individualisé, évaluation critériée (réf : les nombreux travaux de Philippe Meirieu et ceux cités dans les Cahiers pédagogiques).

### Journée
L'emploi du temps tient compte des rythmes biologiques des élèves et leurs temps forts dans la journée : réactiver la capacité d'attention des élèves, tenir compte des plages d’attention (le creux de l’après repas) permettre que la fin de journée, souvent redoutée par les enseignants, soit mieux vécue. Ce travail a été effectué en liaison avec Hubert Montagner et François Testu
La journée scolaire est la suivante :
- Un temps d’accueil du matin (1/2 h) avec différents pôles (informatique, lecture, petit-déjeuner), sas anxiolytique et temps de préapprentissage qui conditionne le bon fonctionnement de la matinée de cours.
- La séquence d'enseignement de base est de 1 h30 - 1 h40 pour toutes les disciplines, et les classes sont en demi-groupes tous les après midi, mis à part l'éducation physique et sportive.
- Une plage d’aide au travail pour finir la journée du lundi et la matinée du jeudi en groupe de tutorat.

L'organisation par plages longues et la limitation des déplacements (salle de cours fixes par classe) permet de gagner 1/2 h d'apprentissage par jour soit 2 h semaine (gain de temps lié aux déplacements, démarrage de cours). les activités proposées engendrent une vie scolaire plus apaisée et une baisse très importante des incivilités. On observe qu’à Clisthène, malgré un horaire d'enseignement réduit, on réalise un gain d'enseignement/apprentissage conséquent sur la séquence d'enseignement avec un rythme qui respecte davantage les besoins des jeunes.

### Semaine
La semaine comprend une demi-journée de projets interdisciplinaires dans la semaine, le mardi matin. Ces plages longues permettent d'organiser des activités d'apprentissages plus variées et motivantes.

### Semaines interdisciplinaires au cours de l'année
L'année scolaire comprend quatre semaines interdisciplinaires, en plus de la demi-journée de projets du mardi matin. Ces temps interdisciplinaires sont consacrés à un thème et sont organisés en différents temps, dont un travail de groupe regroupant les élèves des différents niveaux. Ils visent à favoriser l’autonomie, les modes d’apprentissage ouvert, le travail en équipe, le recours à la recherche documentaire.
Lors des semaines interdisciplinaires organisées à Clisthène, les compétences attendues des élèves sont différenciées selon le niveau scolaire. Le travail en équipe est structuré de manière progressive : les élèves de 6e accomplissent des tâches simples et précises, tandis que les élèves de 3e assument des fonctions de coordination ou de suivi du projet. Cette répartition s’accompagne d’objectifs pédagogiques différenciés, allant de la description et du récit pour les plus jeunes, à la comparaison, l’argumentation et la synthèse pour les plus âgés. Ces attentes sont définies en amont par l’équipe pédagogique, dans une logique de coopération et de responsabilisation.

### Le temps professeur
Le temps de service des enseignants . Le décret de 1950 fixe le temps de service des professeurs (36 h = 18 h cours + 18 h préparation). À Clisthène on le réaménage de l’intérieur : Le temps de présence dans l’établissement est de 24 h qui se subdivise en temps d’enseignement (13h-15h), tutorat et temps réservés à l’aide et au conseil des élèves (3-5h), concertation en équipe (2 h 15), implication dans la vie de l’établissement (3 h), remplacements/formation (1 h). Pour répondre à l’un des principaux griefs des parents, toutes les heures de cours sont assurées en cas d’absence de professeurs. Le remplacement est annualisé dans son temps de service.

## Conditions institutionnelles du travail en équipe
La réunion de concertation hebdomadaire (2 h 15), toutes les activités de l’établissement sont impulsées, régulées et évaluées dans le cadre de cette réunion. Les décisions sont collégiales. Le travail collectif permet de se centrer sur les acquis essentiels. La question du quoi apprendre d'essentiel précède celle du comment apprendre (démarche des actuels nouveaux programmes déclinés en compétences. La nouvelle organisation facilite la coformation dans la durée, sans perturber les cours. Elle permet d'« outiller » les professeurs et de diffuser les « bonnes pratiques ».
À travers notamment une nouvelle gestion des ressources humaines, l'organisation vise, par une responsabilisation accrue des enseignants à engendrer une plus grande motivation, le sentiment d’appartenir à une équipe, un établissement, et d'avoir de l'emprise sur leur métier.

### Conditions d'une communauté éducative
- Repenser la place et le rôle des élèves, l'organisation promeut une participation effective des élèves (rôles pédagogiques dans les cours et éducatif à l’extérieur), des lieux et des temps de paroles institutionnalisés, une responsabilisation progressive, des activités systématiquement resituées dans une perspective d'apprentissage de la citoyenneté.
- Engager tout l’établissement dans la lutte contre la violence scolaire par la mise en pratique des invariants décrits dans les rapports de l'Inspection générale et des chercheurs depuis 30 ans : la mise en place de repères et de limites claires, la mise en place d’une relation de confiance entre élèves et adultes, une conception de l’établissement comme lieu d’apprentissage de la parole, (Jacques Lacan : « la violence, c’est de la parole non aboutie ») , un travail en équipe de tous les adultes, une inscription dans l’environnement et une effective coéducation.

- Mettre en place une véritable coéducation avec les parents : 
  - une réponse apportée aux griefs traditionnels des parents vis-à-vis de l’école : remplacement systématisé des professeurs, entrées et sorties à horaires fixes, emploi du temps fondés sur les rythmes chronobiologiques des élèves.(travail en concertation avec Georges Dupon Lahitte[12] et la FCPE)
  - une organisation de l’établissement pour faciliter le dialogue : Le groupe de tutorat est la base de cette relation: l’élection dans chaque groupe de tutorat d’un parent délégué et de quatre parents relais pour le passage de l’information, un travail de suivi par le tuteur-référent, un bilan écrit du trimestre de l’élève remis en mains propres à la famille débouchant sur un contrat de progrès individuel réaliste (c'est-à-dire à la portée de chaque élève).
  - une politique d’établissement visant à associer les parents en les consultant (réunion mensuelle), les informant et en communiquant avec eux en organisant le dialogue (bulletin de liaison bi-hebdomadaire, plan de travail des élèves distribué chaque vendredi aux familles) et en les faisant participer à la vie du collège (participation au temps d’accueil et aux ateliers, café des parents, repas de fin de trimestre). la réussite de cette attitude est pointée dans des masters de sociologie[13].

La question de la mixité sociale est cruciale pour l'avenir de l'école de la république. Elle est équilibrée à Clisthène, des classes sociales aisées qui l’avaient déserté depuis 25 ans viennent dans un quartier difficile scolariser leur enfant à Clisthène.

## Développements
À la rentrée 2015, le collège ouvre une seconde classe de sixième, puis de cinquième l'année suivante. Cela était demandé depuis plusieurs années.
Le collège Clisthène est mentionné comme ayant inspiré, pour certains aspects de son fonctionnement, la réforme du collège en France devant entrer en vigueur à la rentrée 2016.